# Baixtanka
Baixtanka (en ucraïnès Баштанка) és una ciutat de la província de Mikolaiv, a Ucraïna. El 2021 tenia 12.327 habitants.